# Gustave Le Bon

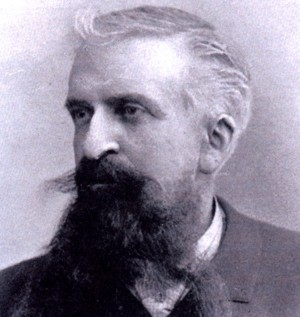
Gustave Le Bon

Gustave Le Bon (Nogent-le-Rotrou, 7 mei 1841 – Parijs, 15 december 1931) was een Frans socioloog, massapsycholoog en psycholoog. Hij studeerde voor arts en oefende dat beroep ook vele jaren uit. Daarnaast publiceerde hij boeken en artikelen.
Zijn beroemdheid had hij te danken aan zijn in 1895 gepubliceerde werk La Psychologie des foules (De psychologie der massa's). Le Bon vertolkte hierin de opvatting dat de individuele persoon -  ook als hij lid is van een cultureel hoog ontwikkelde samenleving - in de massa zijn  kritische vermogens verliest en zich dan affectief, en vaak ook primitief-barbaars, gedraagt. Een dergelijke massa kan al ontstaan bij een handjevol mensen. In massaal verband treedt de mens eerder op conform de intelligentie van de mínst intelligenten in de groep. In de massasituatie is de individuele persoon lichtgeloviger en ook vatbaar voor propaganda en massapsychoses. Dat heeft tot gevolg dat de massa vaak blind achter een leider aanloopt. Dit verschijnsel zou ook een verklaring zijn voor de populariteit van populistische partijen en demagogen en voor het optreden van volksgerichten en lynchpartijen.
Le Bon zag drie mechanismes die dit collectieve gedrag of deze groepsgeest bewerkstelligden:
- anonimiteit: hierdoor voelt men zich minder verantwoordelijk voor het gedrag;
- besmetting: emoties verspreiden zich door de massa als besmettelijke ziekte;
- suggestibiliteit: in een massa accepteert men suggestie eerder als waar zijnde. Zo is de massa gemakkelijker te leiden door haar een vijandsbeeld voor te houden, dan door een logische gedachte uiteen te zetten.

Le Bon hanteert het begrip psychologische massa om hiermee onderscheid te maken tussen een massa die handelt als een groep en een toevallige massa zonder structuur en collectieve neiging (bijvoorbeeld winkelend publiek of mensen die op het strand een dag van de zon en de zee genieten). De psychologische massa heeft een aantal prominente kenmerken: tunnelvisie (er is maar één waarheid of oplossing), geprikkeldheid, impulsiviteit, verval van moraal, neiging tot crimineel gedrag, sterke daling van de intelligentie van alle individuen onafhankelijk van hun maatschappelijke positie en opleiding.

## Invloed
De theorieën van Le Bon hebben onder andere veel invloed gehad op politici als Hitler en Mussolini, en Vladimir Lenin. Sigmund Freud publiceerde het boek Het ik en de psychologie der massa dat begint met Le Bons opvattingen en deze grotendeels herhaalt. 